# Тахион (БПЛА)
«Тахион» — малый электрический беспилотный летательный аппарат (БПЛА).
БПЛА предназначен для наблюдения, целеуказания, корректировки огня, оценки ущерба. Эффективен в проведении аэрофото- и видеосъемки на удалении. Может использоваться в качестве ретранслятора связи.

## История
Аппарат создан компанией ООО «Ижмаш — Беспилотные системы» и представлен в 2012 году. В январе 2015 года начались государственные испытания модификации БПЛА работающим от топливных элементов, а не от аккумуляторов. На вооружение разведывательных подразделений Центрального военного округа (ЦВО) ВС России, в начале 2015 года поступили беспилотные летательные аппараты «Тахион». В начале 2016 года аппараты поступили на вооружение российской военной базы в Армении.
Беспилотный летательный аппарат разработан по аэродинамической схеме «летающее крыло» и состоит из планера с системой автоматического управления автопилотом, органов управления и силовой установки, бортовой системы питания, системы посадки на парашюте и съемных блоков целевой нагрузки. Запускается с помощью катапульты. Метод посадки — автоматически с парашютом.

## Тактико-технические характеристики
- Взлётный вес, кг 25
- Длина, мм 610
- Размах крыльев, мм 2000
- Вес полезной нагрузки, кг 5,0
- Двигатель электрический
- Скорость полёта,
  - км/ч: — максимальная 120
  - крейсерская 65
- Высота полета, м:
  - максимальная 4000
  - минимальная 50
- Продолжительность полета, ч 2
- Радиус действия, км 40
- рабочий диапазон температур — от −30 до +40 по Цельсию

## Операторы
- Россия:
  - Сухопутные войска;[2][1]
  - Северный флот: подразделение по борьбе с подводными диверсантами;[3]

## Применение
- Использовался Россией в войне в Донбассе[4][5]. 3 и 6 мая 2021 года два БПЛА были сбиты возле Светлодарска и Гранитного[6].
- Использовался Россией в российско-украинской войне. 16 сентября 2024 года был замечен в Харьковской области над пгт Козачья Лопань FPV-дроном  камикадзе на высоте 350-400 метров.